# Lijst van nationale parken in de Centraal-Afrikaanse Republiek
Hieronder volgt een lijst van nationale parken in de Centraal-Afrikaanse Republiek.
Naast de nationale parken zijn er ook verschillende natuurreservaten (Aouk Aoukale, Dzangha-Sangha, Zemongo, Yata Ngaya, Vassako Bolo,...). Twee nationale parken (Nationaal park Manovo-Gounda St. Floris en Nationaal park Dzanga-Ndoki) staan op de Unesco-Werelderfgoedlijst, één nationaal park (Nationaal park Bamingui-Bangoran) is een Unesco-biosfeerreservaat.
| Nationaal park                          | Stichtingsjaar | Oppervlakte (km2) | Foto |
| --------------------------------------- | -------------- | ----------------- | ---- |
| Nationaal park André Félix              | 1960           | 951               |      |
| Nationaal park Bamingui-Bangoran        | 1933           | 10700             |      |
| Nationaal park Dzanga-Ndoki             | 1990           | 1220              |      |
| Nationaal park Manovo-Gounda St. Floris | 1933           | 18908,68          |      |
| Nationaal park Mbaéré-Bodingué          | 2007           | 960               |      |